# Квантришвили, Ведий Георгиевич
Ведий Георгиевич Квантришвили (1892 год, село Алаверди, Шорапанский уезд, Кутаисская губерния, Российская империя — дата смерти неизвестна, село Алаверди, Зестафонский район, Грузинская ССР) — звеньевой колхоза имени Микояна Зестафонского района, Грузинская ССР. Герой Социалистического Труда (1949).

## Биография
Родился в 1892 году в крестьянской семье в селе Алаверди Шорапанского уезда (сегодня — Зестафонский муниципалитет). Трудился в частном сельском хозяйстве. В послевоенное время возглавлял звено виноградарей в колхозе имени Микояна (позднее — колхоз села Алаверди) Зестафонского уезда.
В 1948 году звено под его руководством собрало в среднем с каждого гектара по 75,4 центнера винограда шампанских вин на участке площадью 3,2 гектара. Указом Президиума Верховного Совета СССР от 9 августа 1949 года удостоен звания Героя Социалистического Труда за «получение высоких урожаев винограда в 1948 году» с вручением ордена Ленина и золотой медали «Серп и Молот» (№ 4363).
Этим же Указом званием Героя Социалистического Труда были также награждены труженики колхоза имени Микояна Зестафонского района Илья Захариевич Гачечиладзе, Пётр Леванович Квантришвили, Георгий Архипович Квантришвили, Григорий Гедеонович Квантришвили, Николай Афрасионович Квантришвили, Карл Синоевич Сирадзе и Евгений Ермолаевич Чанкветадзе.
Проживал в родном селе Алаверди Зестафонского района. Дата смерти не установлена.